# Syrien ved sommer-OL 2012
Syrien deltog i Sommer-OL 2012 i London, som blev arrangeret i perioden 27. juli til 12. august 2012.

## Medaljer
| 2012 London | Guld | Sølv | Bronze | Total |
| Syrien      | 1    | 0    | 0      | 1     |